# Xã Scott, Quận Poinsett, Arkansas
Xã Scott (tiếng Anh: Scott Township) là một xã thuộc quận Poinsett, tiểu bang Arkansas, Hoa Kỳ. Năm 2010, dân số của xã này là 1.011 người.